# مارتن سفوبودا (موجه قوارب)
مارتن سفوبودا (بالتشيكية: Martin Svoboda)‏ هو موجه قوارب ‏ تشيكي، ولد في 26 أبريل 1975 في براغ في التشيك.

## وصلات خارجية
- مارتن سفوبودا على موقع الاتحاد الدولي للتجديف (الإنجليزية)
- مارتن سفوبودا على موقع اللجنة الأولمبية الدولية (الإنجليزية)
- مارتن سفوبودا على موقع أوليمبيديا (الإنجليزية)
- مارتن سفوبودا على موقع اللجنة الأولمبية التشيكية (التشيكية)